# 뚝섬돔구장
뚝섬돔구장은 LG그룹이 1995년 4월 건립계획을 발표하고 성동구 뚝섬 일대 골프장 부지 일대에 건설하려던 수용관중 6만석 규모의 개폐식 돔경기장이었다. 건립계획 발표 당시 야구, 축구뿐만 아니라 공연 등 각종 이벤트가 가능한 다목적 경기장으로 소개되었다.
돔구장 건설의 추진과정을 보면 지난 1992년 10월 서울시는 '定都 6백년 사업'의 하나로 서울의 5대 전략지역의 개발구상을 발표하면서 뚝섬지구를 레저.문화.스포츠 공간으로 개발한다는 기본계획 아래 1994년 12월 뚝섬의 돔구장 건설구상을 발표했다. 서울시는 이듬해인 1995년 4월 돔 경기장과 테마파크 건설계획을 확정했으며 그후 공청회를 거쳐 같은해 10월 다목적 돔구장 건설을 내용으로 한 뚝섬개발 기본계획을 확정했고 이듬해인 1996년 7월 돔구장 건설사업자 선정계획을 수립, 시의회 의결을 거쳐 1996년 12월 한 차례의 유찰을 거친 뒤 97년1월에 ㈜LG와 9백99억3백만원에 부지매각 계약을 맺었다.
1997년 5월6일 FIFA는 공동개최국 한국과 일본에 대하여 각각 6개내지 10개의 월드컵 도시를 선정하여 1998년 2월2일까지 통보 할 것을 요구하였고, 한국과 일본은 단독개최를 목표로 선정했던 유치후보 도시들 중에서 개최도시를 다시 추려야했다.
1997년 5월에 서울시는 월드컵조직위원회에 서울올림픽주경기장과 뚝섬 돔구장을 사용하겠다는 입장을 밝힌다.
그러나 한국의 월드컵 경기장 현황과 계획을 확인하기 위한 FIFA 심사단의 조사결과, 잠실과 뚝섬 돔구장 모두 FIFA 규정에 맞지않다는 결론이 내려지고, 이에 따라서 월드컵 조직위는 1997년 6월 서울시에 축구전용구장 설립을 요청한다. 이후 서울월드컵경기장 신축이 결정되고 뚝섬은 월드컵과는 무관하게 되었으며, 최종적으로 1998년 3월 월드컵조직위원회가 뚝섬돔구장에서 월드컵 경기 개최 불가 방침을 서울시에 전한다.
이러한 상황 속에서 1997년 IMF 외환위기가 발생해 이중고가 생기자 서울시와 LG측은 상호합의하에 건립계획을 취소하고 서울시는 LG에 매각했던 3만 3천평의 땅을 돌려받으면서 1998년 5월 사실상 백지화되었다. 현재는 서울숲이 들어서 있다.